# 24h Le Mans 2018

Tor Circuit de la Sarthe

24h Le Mans 2018 – 86. edycja 24–godzinnego wyścigu rozegrana na torze Circuit de la Sarthe w dniach 16–17 czerwca 2018 roku. Wyścig został zorganizowany przez Automobile Club de l’Ouest i był drugą rundą sezonu 2018/2019 serii FIA World Endurance Championship.

## Harmonogram
| Dzień                | Godzina       | Sesja                         | Długość       |
| Dzień testowy        | Dzień testowy | Dzień testowy                 | Dzień testowy |
| -------------------- | ------------- | ----------------------------- | ------------- |
| Niedziela, 3 czerwca | 9:00          | Pierwsza sesja testowa        | 4 godziny     |
| Niedziela, 3 czerwca | 14:00         | Druga sesja testowa           | 4 godziny     |
| Weekend wyścigowy    |               |                               |               |
| Środa, 13 czerwca    | 16:00         | Sesja treningowa              | 4 godziny     |
| Środa, 13 czerwca    | 22:00         | Pierwsza sesja kwalifikacyjna | 2 godziny     |
| Czwartek, 14 czerwca | 19:00         | Druga sesja kwalifikacyjna    | 2 godziny     |
| Czwartek, 14 czerwca | 22:00         | Trzecia sesja kwalifikacyjna  | 2 godziny     |
| Sobota, 16 czerwca   | 9:00          | Rozgrzewka                    | 45 minut      |
| Sobota, 16 czerwca   | 15:00         | Wyścig                        | 24 godziny    |
| Źródła               |               |                               |               |

## Dzień testowy
| Klasa     | Zespół                      | Samochód            | Czas     | Okr. |
| --------- | --------------------------- | ------------------- | -------- | ---- |
| LMP1      | #8 Toyota Gazoo Racing      | Toyota TS050 Hybrid | 3:19,066 | 106  |
| LMP2      | #31 Dragonspeed             | Oreca 07            | 3:27,228 | 72   |
| LMGTE Pro | #93 Porsche GT Team         | Porsche 911 RSR     | 3:52,551 | 68   |
| LMGTE Am  | #77 Dempsey - Proton Racing | Porsche 911 RSR     | 3:55,970 | 80   |

## Sesja treningowa
| Klasa     | Zespół                      | Samochód            | Czas     | Okr. |
| --------- | --------------------------- | ------------------- | -------- | ---- |
| LMP1      | #7 Toyota Gazoo Racing      | Toyota TS050 Hybrid | 3:18,718 | 54   |
| LMP2      | #26 G-Drive Racing          | Oreca 07            | 3:26,529 | 52   |
| LMGTE Pro | #93 Porsche GT Team         | Porsche 911 RSR     | 3:50,121 | 39   |
| LMGTE Am  | #88 Dempsey - Proton Racing | Porsche 911 RSR     | 3:52,903 | 49   |

## Kwalifikacje
Pogrubienie oznacza najlepszy czas klasy w każdej z sesji. Szare tło oznacza najszybszy czas danego zespołu. 
| Poz.   | Klasa     | Zespół                         | 1. Sesja | 2. Sesja | 3. Sesja | Poz. s. |
| ------ | --------- | ------------------------------ | -------- | -------- | -------- | ------- |
| 1      | LMP1      | #8 Toyota Gazoo Racing         | 3:17.270 | 3:18.021 | 3:15.377 | 1       |
| 2      | LMP1      | #7 Toyota Gazoo Racing         | 3:17.377 | 3:19.860 | 3:17.523 | 2       |
| 3      | LMP1      | #1 Rebellion Racing            | 3:19.662 | 3:23.261 | 3:19.449 | 3       |
| 4      | LMP1      | #17 SMP Racing                 | 3:19.483 | 3:27.288 | 3:22.121 | 4       |
| 5      | LMP1      | #3 Rebellion Racing            | 3:19.945 | 3:22.000 | 3:24.156 | 5       |
| 6      | LMP1      | #10 DragonSpeed                | 3:21.110 | 4:05.947 | 3:23.413 | 6       |
| 7      | LMP1      | #11 SMP Racing                 | 3:21.408 | 3:22.548 | –        | 7       |
| 8      | LMP1      | #4 ByKolles Racing Team        | 3:22.505 | 3:25.330 | 3:42.221 | 8       |
| 9      | LMP1      | #6 CEFC TRSM Racing            | 3:30.339 | 3:24.343 | 3:23.757 | 9       |
| 10     | LMP2      | #48 IDEC Sport                 | 3:24.956 | 3:29.270 | 3:24.842 | 10      |
| 11     | LMP2      | #31 DragonSpeed                | 3:26.508 | 3:30.168 | 3:24.883 | 11      |
| 12     | LMP2      | #26 G-Drive Racing             | 3:26.447 | 3:27.975 | 3:25.160 | 12      |
| 13     | LMP2      | #28 TDS Racing                 | 3:25.240 | 3:25.291 | 3:38.752 | 13      |
| 14     | LMP1      | #5 CEFC TRSM Racing            | 3:30.481 | 3:25.268 | 3:32.100 | 14      |
| 15     | LMP2      | #23 Panis Barthez Competition  | 3:29.421 | 3:28.008 | 3:25.376 | 15      |
| 16     | LMP2      | #36 Signatech Alpine Matmut    | 3:26.681 | 3:28.069 | 3:27.297 | 16      |
| 17     | LMP2      | #39 Graff-SO24                 | 3:29.860 | 3:26.701 | 3:29.696 | 17      |
| 18     | LMP2      | #22 United Autosports          | 3:26.772 | 3:32.989 | 3:27.646 | 18      |
| 19     | LMP2      | #38 Jackie Chan DC Racing      | 3:27.999 | 3:31.581 | 3:27.120 | 19      |
| 20     | LMP2      | #37 Jackie Chan DC Racing      | 3:27.468 | 3:40.074 | 3:27.226 | 20      |
| 21     | LMP2      | #40 G-Drive Racing             | 3:31.291 | 3:27.280 | 3:27.503 | 21      |
| 22     | LMP2      | #47 Cetilar Villorba Corse     | 3:27.993 | 3:28.292 | –        | 22      |
| 23     | LMP2      | #29 Racing Team Nederland      | 3:28.556 | 3:32.343 | 3:28.111 | 23      |
| 24     | LMP2      | #32 United Autosports          | 3:30.347 | 3:28.159 | 3:29.299 | 24      |
| 25     | LMP2      | #35 SMP Racing                 | 3:28.629 | 3:32.178 | 3:32.432 | 25      |
| 26     | LMP2      | #34 Jackie Chan DC Racing      | 3:33.755 | 3:36.004 | 3:29.474 | 26      |
| 27     | LMP2      | #44 Eurasia Motorsport         | 3:35.385 | 3:39.949 | 3:33.585 | 27      |
| 28     | LMP2      | #33 Jackie Chan DC Racing      | 3:35.237 | 3:36.604 | 3:36.517 | 28      |
| 29     | LMP2      | #50 Larbre Compétition         | 3:38.206 | 3:39.569 | 3:39.401 | 29      |
| 30     | LMP2      | #25 Algarve Pro Racing         | 3:44.177 | 3:46.772 | 3:39.518 | 30      |
| 31     | LMGTE Pro | #91 Porsche GT Team            | 3:47.504 | 3:51.150 | 3:50.141 | 31      |
| 32     | LMGTE Pro | #92 Porsche GT Team            | 3:49.097 | 3:51.101 | 3:51.631 | 32      |
| 33     | LMGTE Pro | #66 Ford Chip Ganassi Team UK  | 3:49.181 | 3:52.849 | 3:50.166 | 33      |
| 34     | LMGTE Pro | #51 AF Corse                   | 3:49.854 | 3:53.032 | 3:49.494 | 34      |
| 35     | LMGTE Pro | #68 Ford Chip Ganassi Team USA | 3:49.582 | 3:53.352 | 3:50.706 | 35      |
| 36     | LMGTE Pro | #93 Porsche GT Team            | 3:50.261 | 3:49.621 | 3:49.589 | 36      |
| 37     | LMGTE Pro | #69 Ford Chip Ganassi Team USA | 3:50.593 | 3:52.298 | 3:49.761 | 37      |
| 38     | LMGTE Pro | #94 Porsche GT Team            | 3:50.089 | –        | –        | 38      |
| 39     | LMGTE Pro | #63 Corvette Racing – GM       | 3:50.789 | 3:52.994 | 3:50.242 | 39      |
| 40     | LMGTE Pro | #71 AF Corse                   | 3:50.669 | 3:53.998 | 3:50.246 | 40      |
| 41     | LMGTE Pro | #67 Ford Chip Ganassi Team UK  | 3:50.429 | 3:53.883 | 3:52.292 | 41      |
| 42     | LMGTE Pro | #82 BMW Team MTEK              | 3:50.579 | 3:53.999 | 3:52.123 | 42      |
| 43     | LMGTE Pro | #81 BMW Team MTEK              | 3:50.596 | 3:55.150 | 3:53.078 | 43      |
| 44     | LMGTE Am  | #88 Dempsey - Proton Racing    | 3:50.728 | 4:09.946 | 3:56.232 | 44      |
| 45     | LMGTE Pro | #64 Corvette Racing – GM       | 3:50.952 | 3:52.923 | 3:51.124 | 45      |
| 46     | LMGTE Pro | #52 AF Corse                   | 3:52.112 | 3:52.572 | 3:50.957 | 46      |
| 47     | LMGTE Am  | #86 Gulf Racing                | 3:52.517 | 4:03.603 | 3:51.391 | 47      |
| 48     | LMGTE Am  | #77 Dempsey - Proton Racing    | 3:51.930 | 4:09.835 | –        | 48      |
| 49     | LMGTE Am  | #54 Spirit of Race             | 3:52.756 | 3:51.956 | 3:56.496 | 49      |
| 50     | LMGTE Pro | #97 Aston Martin Racing        | 3:52.486 | 3:55.424 | 3:53.534 | 50      |
| 51     | LMGTE Am  | #56 Team Project 1             | 3:52.985 | 3:58.235 | 3:54.406 | 51      |
| 52     | LMGTE Am  | #90 TF Sport                   | 3:55.661 | 4:01.710 | 3:53.070 | 52      |
| 53     | LMGTE Am  | #80 Ebimotors                  | 3:55.569 | 3:58.072 | 3:53.402 | 53      |
| 54     | LMGTE Am  | #61 Clearwater Racing          | 3:55.076 | 3:55.727 | 3:53.409 | 54      |
| 55     | LMGTE Am  | #84 JMW Motorsport             | 3:54.384 | 3:53.439 | 3:58.615 | 55      |
| 56     | LMGTE Pro | #95 Aston Martin Racing        | 3:54.780 | 3:56.630 | 3:53.523 | 56      |
| 57     | LMGTE Am  | #98 Aston Martin Racing        | 3:54.307 | 3:58.707 | 3:53.817 | 57      |
| 58     | LMGTE Am  | #85 Keating Motorsport         | 3:54.000 | 3:58.661 | 3:54.668 | 58      |
| 59     | LMGTE Am  | #99 Proton Competition         | 4:03.107 | 3:54.720 | 3:54.953 | 59      |
| 60     | LMGTE Am  | #70 MR Racing                  | 3:54.951 | 4:02.540 | 3:55.343 | 60      |
| Źródła |           |                                |          |          |          |         |

## Wyścig

### Wyniki
Minimum do bycia sklasyfikowanym (70 procent dystansu pokonanego przez zwycięzców wyścigu) wyniosło 271 okrążeń. Zwycięzcy klas są oznaczeni pogrubieniem.
| Poz.                             | Klasa     | Zespół                         | Kierowcy                                                | Samochód                         | Opony | Okr. | Czas/Strata   |
| Poz.                             | Klasa     | Zespół                         | Kierowcy                                                | Silnik                           | Opony | Okr. | Czas/Strata   |
| -------------------------------- | --------- | ------------------------------ | ------------------------------------------------------- | -------------------------------- | ----- | ---- | ------------- |
| 1                                | LMP1      | #8 Toyota Gazoo Racing         | Sébastien Buemi Kazuki Nakajima Fernando Alonso         | Toyota TS050 Hybrid              | M     | 388  | 24:00.52.247  |
| 1                                | LMP1      | #8 Toyota Gazoo Racing         | Sébastien Buemi Kazuki Nakajima Fernando Alonso         | Toyota 2.4 L Turbo V6            | M     | 388  | 24:00.52.247  |
| 2                                | LMP1      | #7 Toyota Gazoo Racing         | Mike Conway Kamui Kobayashi José María López            | Toyota TS050 Hybrid              | M     | 386  | +2 okrążenia  |
| 2                                | LMP1      | #7 Toyota Gazoo Racing         | Mike Conway Kamui Kobayashi José María López            | Toyota 2.4 L Turbo V6            | M     | 386  | +2 okrążenia  |
| 3                                | LMP1      | #3 Rebellion Racing            | Thomas Laurent Gustavo Menezes Mathias Beche            | Rebellion R13                    | M     | 376  | +12 okrążeń   |
| 3                                | LMP1      | #3 Rebellion Racing            | Thomas Laurent Gustavo Menezes Mathias Beche            | Gibson GL458 4.5 L V8            | M     | 376  | +12 okrążeń   |
| 4                                | LMP1      | #1 Rebellion Racing            | Bruno Senna André Lotterer Neel Jani                    | Rebellion R13                    | M     | 375  | +13 okrążeń   |
| 4                                | LMP1      | #1 Rebellion Racing            | Bruno Senna André Lotterer Neel Jani                    | Gibson GL458 4.5 L V8            | M     | 375  | +13 okrążeń   |
| 5                                | LMP2      | #36 Signatech Alpine Matmut    | Nicolas Lapierre Pierre Thiriet André Negrão            | Alpine A470                      | D     | 367  | +21 okrążeń   |
| 5                                | LMP2      | #36 Signatech Alpine Matmut    | Nicolas Lapierre Pierre Thiriet André Negrão            | Gibson GK428 4.2 L V8            | D     | 367  | +21 okrążeń   |
| 6                                | LMP2      | #39 Graff-SO24                 | Vincent Capillaire Jonathan Hirschi Tristan Gommendy    | Oreca 07                         | D     | 366  | +22 okrążenia |
| 6                                | LMP2      | #39 Graff-SO24                 | Vincent Capillaire Jonathan Hirschi Tristan Gommendy    | Gibson GK428 4.2 L V8            | D     | 366  | +22 okrążenia |
| 7                                | LMP2      | #32 United Autosports          | Hugo de Sadeleer Will Owen Juan Pablo Montoya           | Ligier JS P217                   | D     | 365  | +23 okrążenia |
| 7                                | LMP2      | #32 United Autosports          | Hugo de Sadeleer Will Owen Juan Pablo Montoya           | Gibson GK428 4.2 L V8            | D     | 365  | +23 okrążenia |
| 8                                | LMP2      | #37 Jackie Chan DC Racing      | Jazeman Jaafar Weiron Tan Nabil Jeffri                  | Oreca 07                         | D     | 361  | +27 okrążeń   |
| 8                                | LMP2      | #37 Jackie Chan DC Racing      | Jazeman Jaafar Weiron Tan Nabil Jeffri                  | Gibson GK428 4.2 L V8            | D     | 361  | +27 okrążeń   |
| 9                                | LMP2      | #31 DragonSpeed                | Roberto González Pastor Maldonado Nathanaël Berthon     | Oreca 07                         | M     | 360  | +28 okrążeń   |
| 9                                | LMP2      | #31 DragonSpeed                | Roberto González Pastor Maldonado Nathanaël Berthon     | Gibson GK428 4.2 L V8            | M     | 360  | +28 okrążeń   |
| 10                               | LMP2      | #38 Jackie Chan DC Racing      | Ho-Pin Tung Gabriel Aubry Stéphane Richelmi             | Oreca 07                         | D     | 356  | +32 okrążenia |
| 10                               | LMP2      | #38 Jackie Chan DC Racing      | Ho-Pin Tung Gabriel Aubry Stéphane Richelmi             | Gibson GK428 4.2 L V8            | D     | 356  | +32 okrążenia |
| 11                               | LMP2      | #29 Racing Team Nederland      | Giedo van der Garde Jan Lammers Frits van Eerd          | Dallara P217                     | M     | 356  | +32 okrążenia |
| 11                               | LMP2      | #29 Racing Team Nederland      | Giedo van der Garde Jan Lammers Frits van Eerd          | Gibson GK428 4.2 L V8            | M     | 356  | +32 okrążenia |
| 12                               | LMP2      | #33 Jackie Chan DC Racing      | David Cheng Nicholas Boulle Jacques Nicolet             | Ligier JS P217                   | D     | 355  | +33 okrążenia |
| 12                               | LMP2      | #33 Jackie Chan DC Racing      | David Cheng Nicholas Boulle Jacques Nicolet             | Gibson GK428 4.2 L V8            | D     | 355  | +33 okrążenia |
| 13                               | LMP2      | #23 Panis Barthez Competition  | Julien Canal Thimothé Buret Will Stevens                | Ligier JS P217                   | M     | 352  | +36 okrążeń   |
| 13                               | LMP2      | #23 Panis Barthez Competition  | Julien Canal Thimothé Buret Will Stevens                | Gibson GK428 4.2 L V8            | M     | 352  | +36 okrążeń   |
| 14                               | LMP2      | #35 SMP Racing                 | Wiktor Szajtar Harrison Newey Norman Nato               | Dallara P217                     | D     | 345  | +43 okrążenia |
| 14                               | LMP2      | #35 SMP Racing                 | Wiktor Szajtar Harrison Newey Norman Nato               | Gibson GK428 4.2 L V8            | D     | 345  | +43 okrążenia |
| 15                               | LMGTE Pro | #92 Porsche GT Team            | Michael Christensen Kévin Estre Laurens Vanthoor        | Porsche 911 RSR                  | M     | 344  | +44 okrążenia |
| 15                               | LMGTE Pro | #92 Porsche GT Team            | Michael Christensen Kévin Estre Laurens Vanthoor        | Porsche 4.0 L Flat-6             | M     | 344  | +44 okrążenia |
| 16                               | LMGTE Pro | #91 Porsche GT Team            | Richard Lietz Gianmaria Bruni Frédéric Makowiecki       | Porsche 911 RSR                  | M     | 343  | +45 okrążeń   |
| 16                               | LMGTE Pro | #91 Porsche GT Team            | Richard Lietz Gianmaria Bruni Frédéric Makowiecki       | Porsche 4.0 L Flat-6             | M     | 343  | +45 okrążeń   |
| 17                               | LMGTE Pro | #68 Ford Chip Ganassi Team USA | Joey Hand Dirk Müller Sébastien Bourdais                | Ford GT                          | M     | 343  | +45 okrążeń   |
| 17                               | LMGTE Pro | #68 Ford Chip Ganassi Team USA | Joey Hand Dirk Müller Sébastien Bourdais                | Ford EcoBoost 3.5 L Turbo V6     | M     | 343  | +45 okrążeń   |
| 18                               | LMGTE Pro | #63 Corvette Racing – GM       | Jan Magnussen Antonio García Mike Rockenfeller          | Chevrolet Corvette C7.R          | M     | 342  | +46 okrążeń   |
| 18                               | LMGTE Pro | #63 Corvette Racing – GM       | Jan Magnussen Antonio García Mike Rockenfeller          | Chevrolet 5.5 L V8               | M     | 342  | +46 okrążeń   |
| 19                               | LMP2      | #47 Cetilar Villorba Corse     | Roberto Lacorte Giorgio Sernagiotto Felipe Nasr         | Dallara P217                     | D     | 342  | +46 okrążeń   |
| 19                               | LMP2      | #47 Cetilar Villorba Corse     | Roberto Lacorte Giorgio Sernagiotto Felipe Nasr         | Gibson GK428 4.2 L V8            | D     | 342  | +46 okrążeń   |
| 20                               | LMGTE Pro | #52 AF Corse                   | Toni Vilander Pipo Derani Antonio Giovinazzi            | Ferrari 488 GTE Evo              | M     | 341  | +47 okrążeń   |
| 20                               | LMGTE Pro | #52 AF Corse                   | Toni Vilander Pipo Derani Antonio Giovinazzi            | Ferrari F154CB 3.9 L Turbo V8    | M     | 341  | +47 okrążeń   |
| 21                               | LMGTE Pro | #66 Ford Chip Ganassi Team UK  | Stefan Mücke Olivier Pla Billy Johnson                  | Ford GT                          | M     | 340  | +48 okrążeń   |
| 21                               | LMGTE Pro | #66 Ford Chip Ganassi Team UK  | Stefan Mücke Olivier Pla Billy Johnson                  | Ford EcoBoost 3.5 L Turbo V6     | M     | 340  | +48 okrążeń   |
| 22                               | LMGTE Pro | #51 AF Corse                   | James Calado Alessandro Pier Guidi Daniel Serra         | Ferrari 488 GTE Evo              | M     | 339  | +49 okrążeń   |
| 22                               | LMGTE Pro | #51 AF Corse                   | James Calado Alessandro Pier Guidi Daniel Serra         | Ferrari F154CB 3.9 L Turbo V8    | M     | 339  | +49 okrążeń   |
| 23                               | LMGTE Pro | #95 Aston Martin Racing        | Nicki Thiim Marco Sørensen Darren Turner                | Aston Martin Vantage AMR         | M     | 339  | +49 okrążeń   |
| 23                               | LMGTE Pro | #95 Aston Martin Racing        | Nicki Thiim Marco Sørensen Darren Turner                | Aston Martin 4.0 L Turbo V8      | M     | 339  | +49 okrążeń   |
| 24                               | LMGTE Pro | #71 AF Corse                   | Davide Rigon Sam Bird Miguel Molina                     | Ferrari 488 GTE Evo              | M     | 338  | +50 okrążeń   |
| 24                               | LMGTE Pro | #71 AF Corse                   | Davide Rigon Sam Bird Miguel Molina                     | Ferrari F154CB 3.9 L Turbo V8    | M     | 338  | +50 okrążeń   |
| 25                               | LMGTE Am  | #77 Dempsey - Proton Racing    | Matt Campbell Christian Ried Julien Andlauer            | Porsche 911 RSR                  | M     | 335  | +53 okrążenia |
| 25                               | LMGTE Am  | #77 Dempsey - Proton Racing    | Matt Campbell Christian Ried Julien Andlauer            | Porsche 4.0 L Flat-6             | M     | 335  | +53 okrążenia |
| 26                               | LMGTE Am  | #54 Spirit of Race             | Thomas Flohr Francesco Castellacci Giancarlo Fisichella | Ferrari 488 GTE                  | M     | 335  | +53 okrążenia |
| 26                               | LMGTE Am  | #54 Spirit of Race             | Thomas Flohr Francesco Castellacci Giancarlo Fisichella | Ferrari F154CB 3.9 L Turbo V8    | M     | 335  | +53 okrążenia |
| 27                               | LMGTE Pro | #93 Porsche GT Team            | Patrick Pilet Nick Tandy Earl Bamber                    | Porsche 911 RSR                  | M     | 334  | +54 okrążenia |
| 27                               | LMGTE Pro | #93 Porsche GT Team            | Patrick Pilet Nick Tandy Earl Bamber                    | Porsche 4.0 L Flat-6             | M     | 334  | +54 okrążenia |
| 28                               | LMGTE Am  | #85 Keating Motorsports        | Ben Keating Jeroen Bleekemolen Luca Stolz               | Ferrari 488 GTE                  | M     | 334  | +54 okrążenia |
| 28                               | LMGTE Am  | #85 Keating Motorsports        | Ben Keating Jeroen Bleekemolen Luca Stolz               | Ferrari F154CB 3.9 L Turbo V8    | M     | 334  | +54 okrążenia |
| 29                               | LMGTE Am  | #99 Proton Competition         | Patrick Long Tim Pappas Spencer Pumpelly                | Porsche 911 RSR                  | M     | 334  | +54 okrążenia |
| 29                               | LMGTE Am  | #99 Proton Competition         | Patrick Long Tim Pappas Spencer Pumpelly                | Porsche 4.0 L Flat-6             | M     | 334  | +54 okrążenia |
| 30                               | LMGTE Am  | #84 JMW Motorsport             | Liam Griffin Cooper MacNeil Jeff Segal                  | Ferrari 488 GTE                  | M     | 332  | +56 okrążeń   |
| 30                               | LMGTE Am  | #84 JMW Motorsport             | Liam Griffin Cooper MacNeil Jeff Segal                  | Ferrari F154CB 3.9 L Turbo V8    | M     | 332  | +56 okrążeń   |
| 31                               | LMGTE Am  | #80 Ebimotors                  | Fabio Babini Christina Nielsen Erik Maris               | Porsche 911 RSR                  | M     | 332  | +56 okrążeń   |
| 31                               | LMGTE Am  | #80 Ebimotors                  | Fabio Babini Christina Nielsen Erik Maris               | Porsche 4.0 L Flat-6             | M     | 332  | +56 okrążeń   |
| 32                               | LMP2      | #50 Larbre Compétition         | Erwin Creed Romano Ricci Thomas Dagoneau                | Ligier JS P217                   | M     | 332  | +56 okrążeń   |
| 32                               | LMP2      | #50 Larbre Compétition         | Erwin Creed Romano Ricci Thomas Dagoneau                | Gibson GK428 4.2 L V8            | M     | 332  | +56 okrążeń   |
| 33                               | LMGTE Pro | #81 BMW Team MTEK              | Nicky Catsburg Martin Tomczyk Philipp Eng               | BMW M8 GTE                       | M     | 332  | +56 okrążeń   |
| 33                               | LMGTE Pro | #81 BMW Team MTEK              | Nicky Catsburg Martin Tomczyk Philipp Eng               | BMW P63 4.0 L Turbo V8           | M     | 332  | +56 okrążeń   |
| 34                               | LMGTE Am  | #56 Team Project 1             | Jörg Bergmeister Patrick Lindsey Egidio Perfetti        | Porsche 911 RSR                  | M     | 332  | +56 okrążeń   |
| 34                               | LMGTE Am  | #56 Team Project 1             | Jörg Bergmeister Patrick Lindsey Egidio Perfetti        | Porsche 4.0 L Flat-6             | M     | 332  | +56 okrążeń   |
| 35                               | LMGTE Am  | #61 Clearwater Racing          | Matt Griffin Weng Sun Mok Keita Sawa                    | Ferrari 488 GTE                  | M     | 332  | +56 okrążeń   |
| 35                               | LMGTE Am  | #61 Clearwater Racing          | Matt Griffin Weng Sun Mok Keita Sawa                    | Ferrari F154CB 3.9 L Turbo V8    | M     | 332  | +56 okrążeń   |
| 36                               | LMGTE Pro | #67 Ford Chip Ganassi Team UK  | Harry Tincknell Andy Priaulx Tony Kanaan                | Ford GT                          | M     | 332  | +56 okrążeń   |
| 36                               | LMGTE Pro | #67 Ford Chip Ganassi Team UK  | Harry Tincknell Andy Priaulx Tony Kanaan                | Ford EcoBoost 3.5 L Turbo V6     | M     | 332  | +56 okrążeń   |
| 37                               | LMGTE Pro | #97 Aston Martin Racing        | Alex Lynn Jonathan Adam Maxime Martin                   | Aston Martin Vantage AMR         | M     | 327  | +61 okrążeń   |
| 37                               | LMGTE Pro | #97 Aston Martin Racing        | Alex Lynn Jonathan Adam Maxime Martin                   | Aston Martin 4.0 L Turbo V8      | M     | 327  | +61 okrążeń   |
| 38                               | LMGTE Am  | #70 MR Racing                  | Olivier Beretta Eddie Cheever III Motoaki Ishikawa      | Ferrari 488 GTE                  | M     | 324  | +64 okrążenia |
| 38                               | LMGTE Am  | #70 MR Racing                  | Olivier Beretta Eddie Cheever III Motoaki Ishikawa      | Ferrari F154CB 3.9 L Turbo V8    | M     | 324  | +64 okrążenia |
| 39                               | LMGTE Pro | #69 Ford Chip Ganassi Team USA | Ryan Briscoe Richard Westbrook Scott Dixon              | Ford GT                          | M     | 309  | +79 okrążeń   |
| 39                               | LMGTE Pro | #69 Ford Chip Ganassi Team USA | Ryan Briscoe Richard Westbrook Scott Dixon              | Ford EcoBoost 3.5 L Turbo V6     | M     | 309  | +79 okrążeń   |
| 40                               | LMGTE Am  | #86 Gulf Racing                | Michael Wainwright Ben Barker Alex Davison              | Porsche 911 RSR                  | M     | 283  | +105 okrążeń  |
| 40                               | LMGTE Am  | #86 Gulf Racing                | Michael Wainwright Ben Barker Alex Davison              | Porsche 4.0 L Flat-6             | M     | 283  | +105 okrążeń  |
| 41                               | LMP1      | #5 CEFC TRSM Racing            | Charlie Robertson Michael Simpson Léo Roussel           | Ginetta G60-LT-P1                | M     | 283  | +105 okrążeń  |
| 41                               | LMP1      | #5 CEFC TRSM Racing            | Charlie Robertson Michael Simpson Léo Roussel           | Mecachrome V634P1 3.4 L Turbo V6 | M     | 283  | +105 okrążeń  |
| Niesklasyfikowani                |           |                                |                                                         |                                  |       |      |               |
|                                  | LMP2      | #44 Eurasia Motorsport         | Andrea Bertolini Niclas Jönsson Tracy Krohn             | Ligier JS P217                   | D     | 334  |               |
| Gibson GK428 4.2 L V8            | LMP2      | #44 Eurasia Motorsport         | Andrea Bertolini Niclas Jönsson Tracy Krohn             |                                  | D     | 334  |               |
| Nie ukończyli                    |           |                                |                                                         |                                  |       |      |               |
|                                  | LMP1      | #11 SMP Racing                 | Michaił Aloszyn Witalij Pietrow Jenson Button           | BR Engineering BR1               | M     | 315  |               |
| AER P60B 2.4 L Turbo V6          | LMP1      | #11 SMP Racing                 | Michaił Aloszyn Witalij Pietrow Jenson Button           |                                  | M     | 315  |               |
|                                  | LMP2      | #48 IDEC Sport                 | Paul Lafargue Paul-Loup Chatin Memo Rojas               | Oreca 07                         | M     | 312  |               |
| Gibson GK428 4.2 L V8            | LMP2      | #48 IDEC Sport                 | Paul Lafargue Paul-Loup Chatin Memo Rojas               |                                  | M     | 312  |               |
|                                  | LMGTE Am  | #90 TF Sport                   | Euan Hankey Charlie Eastwood Salih Yoluç                | Aston Martin Vantage GTE         | M     | 304  |               |
| Aston Martin 4.5 L V8            | LMGTE Am  | #90 TF Sport                   | Euan Hankey Charlie Eastwood Salih Yoluç                |                                  | M     | 304  |               |
|                                  | LMP2      | #22 United Autosports          | Phil Hanson Paul di Resta Filipe Albuquerque            | Ligier JS P217                   | D     | 288  |               |
| Gibson GK428 4.2 L V8            | LMP2      | #22 United Autosports          | Phil Hanson Paul di Resta Filipe Albuquerque            |                                  | D     | 288  |               |
|                                  | LMGTE Pro | #64 Corvette Racing – GM       | Oliver Gavin Tommy Milner Marcel Fässler                | Chevrolet Corvette C7.R          | M     | 259  |               |
| Chevrolet 5.5 L V8               | LMGTE Pro | #64 Corvette Racing – GM       | Oliver Gavin Tommy Milner Marcel Fässler                |                                  | M     | 259  |               |
|                                  | LMP1      | #10 DragonSpeed                | Ben Hanley Henrik Hedman Renger van der Zande           | BR Engineering BR1               | M     | 244  |               |
| Gibson GL458 4.5 L V8            | LMP1      | #10 DragonSpeed                | Ben Hanley Henrik Hedman Renger van der Zande           |                                  | M     | 244  |               |
|                                  | LMP2      | #25 Algarve Pro Racing         | Mark Patterson Ate de Jong Tacksung Kim                 | Ligier JS P217                   | D     | 237  |               |
| Gibson GK428 4.2 L V8            | LMP2      | #25 Algarve Pro Racing         | Mark Patterson Ate de Jong Tacksung Kim                 |                                  | D     | 237  |               |
|                                  | LMGTE Am  | #88 Dempsey - Proton Racing    | Chalid al-Kubajsi Matteo Cairoli Giorgio Roda           | Porsche 911 RSR                  | M     | 225  |               |
| Porsche 4.0 L Flat-6             | LMGTE Am  | #88 Dempsey - Proton Racing    | Chalid al-Kubajsi Matteo Cairoli Giorgio Roda           |                                  | M     | 225  |               |
|                                  | LMGTE Pro | #82 BMW Team MTEK              | António Félix da Costa Alexander Sims Augusto Farfus    | BMW M8 GTE                       | M     | 223  |               |
| BMW P63 4.0 L Turbo V8           | LMGTE Pro | #82 BMW Team MTEK              | António Félix da Costa Alexander Sims Augusto Farfus    |                                  | M     | 223  |               |
|                                  | LMP2      | #40 G-Drive Racing             | James Allen José Gutierrez Enzo Guibbert                | Oreca 07                         | D     | 197  |               |
| Gibson GK428 4.2 L V8            | LMP2      | #40 G-Drive Racing             | James Allen José Gutierrez Enzo Guibbert                |                                  | D     | 197  |               |
|                                  | LMP2      | #34 Jackie Chan DC Racing      | Ricky Taylor Côme Ledogar David Heinemeier Hansson      | Ligier JS P217                   | D     | 195  |               |
| Gibson GK428 4.2 L V8            | LMP2      | #34 Jackie Chan DC Racing      | Ricky Taylor Côme Ledogar David Heinemeier Hansson      |                                  | D     | 195  |               |
|                                  | LMP1      | #6 CEFC TRSM Racing            | Oliver Rowland Alex Brundle Oliver Turvey               | Ginetta G60-LT-P1                | M     | 137  |               |
| Mecachrome V634P1 3.4 L Turbo V6 | LMP1      | #6 CEFC TRSM Racing            | Oliver Rowland Alex Brundle Oliver Turvey               |                                  | M     | 137  |               |
|                                  | LMP1      | #17 SMP Racing                 | Stéphane Sarrazin Matewos Isaakian Jegor Orudżew        | BR Engineering BR1               | M     | 123  |               |
| AER P60B 2.4 L Turbo V6          | LMP1      | #17 SMP Racing                 | Stéphane Sarrazin Matewos Isaakian Jegor Orudżew        |                                  | M     | 123  |               |
|                                  | LMGTE Pro | #94 Porsche GT Team            | Romain Dumas Timo Bernhard Sven Müller                  | Porsche 911 RSR                  | M     | 92   |               |
| Porsche 4.0 L Flat-6             | LMGTE Pro | #94 Porsche GT Team            | Romain Dumas Timo Bernhard Sven Müller                  |                                  | M     | 92   |               |
|                                  | LMGTE Am  | #98 Aston Martin Racing        | Paul Dalla Lana Mathias Lauda Pedro Lamy                | Aston Martin Vantage GTE         | M     | 92   |               |
| Aston Martin 4.5 L V8            | LMGTE Am  | #98 Aston Martin Racing        | Paul Dalla Lana Mathias Lauda Pedro Lamy                |                                  | M     | 92   |               |
|                                  | LMP1      | #4 ByKolles Racing Team        | Oliver Webb Tom Dillmann Dominik Kraihamer              | ENSO CLM P1/01                   | M     | 65   |               |
| Nismo VRX30A 3.0 L Turbo V6      | LMP1      | #4 ByKolles Racing Team        | Oliver Webb Tom Dillmann Dominik Kraihamer              |                                  | M     | 65   |               |
| Zdyskwalifikowani                |           |                                |                                                         |                                  |       |      |               |
| [ d ]                            | LMP2      | #26 G-Drive Racing             | Roman Rusinow Andréa Pizzitola Jean-Éric Vergne         | Oreca 07                         | D     | 369  |               |
| [ d ]                            | LMP2      | #26 G-Drive Racing             | Roman Rusinow Andréa Pizzitola Jean-Éric Vergne         | Gibson GK428 4.2 L V8            | D     | 369  |               |
| [ d ]                            | LMP2      | #28 TDS Racing                 | François Perrodo Loïc Duval Matthieu Vaxivière          | Oreca 07                         | D     | 365  | [ e ]         |
| [ d ]                            | LMP2      | #28 TDS Racing                 | François Perrodo Loïc Duval Matthieu Vaxivière          | Gibson GK428 4.2 L V8            | D     | 365  | [ e ]         |

### Statystyki

#### Najszybsze okrążenie
| Klasa     | Kierowca          | Zespół                   | Czas     | Okr. |
| --------- | ----------------- | ------------------------ | -------- | ---- |
| LMP1      | Sébastien Buemi   | #8 Toyota Gazoo Racing   | 3:17,658 | 5    |
| LMP2      | Nathanaël Berthon | #31 DragonSpeed          | 3:27,200 | 239  |
| LMGTE Pro | Jan Magnussen     | #63 Corvette Racing – GM | 3:49,448 | 296  |
| LMGTE Am  | Benjamin Barker   | #86 Gulf Racing          | 3:52,600 | 3    |
| Źródło    |                   |                          |          |      |